# 6010 Lyzenga
6010 Lyzenga eller 1990 OE är en asteroid i huvudbältet som upptäcktes 19 juli 1990 av den amerikanske astronomen Eleanor F. Helin vid Palomar-observatoriet. Den är uppkallad efter den amerikanske geofysikern Gregory A. Lyzenga.
Asteroiden har en diameter på ungefär 6 kilometer och den tillhör asteroidgruppen Eunomia.